# Zehntscheune (Frickenhausen am Main)

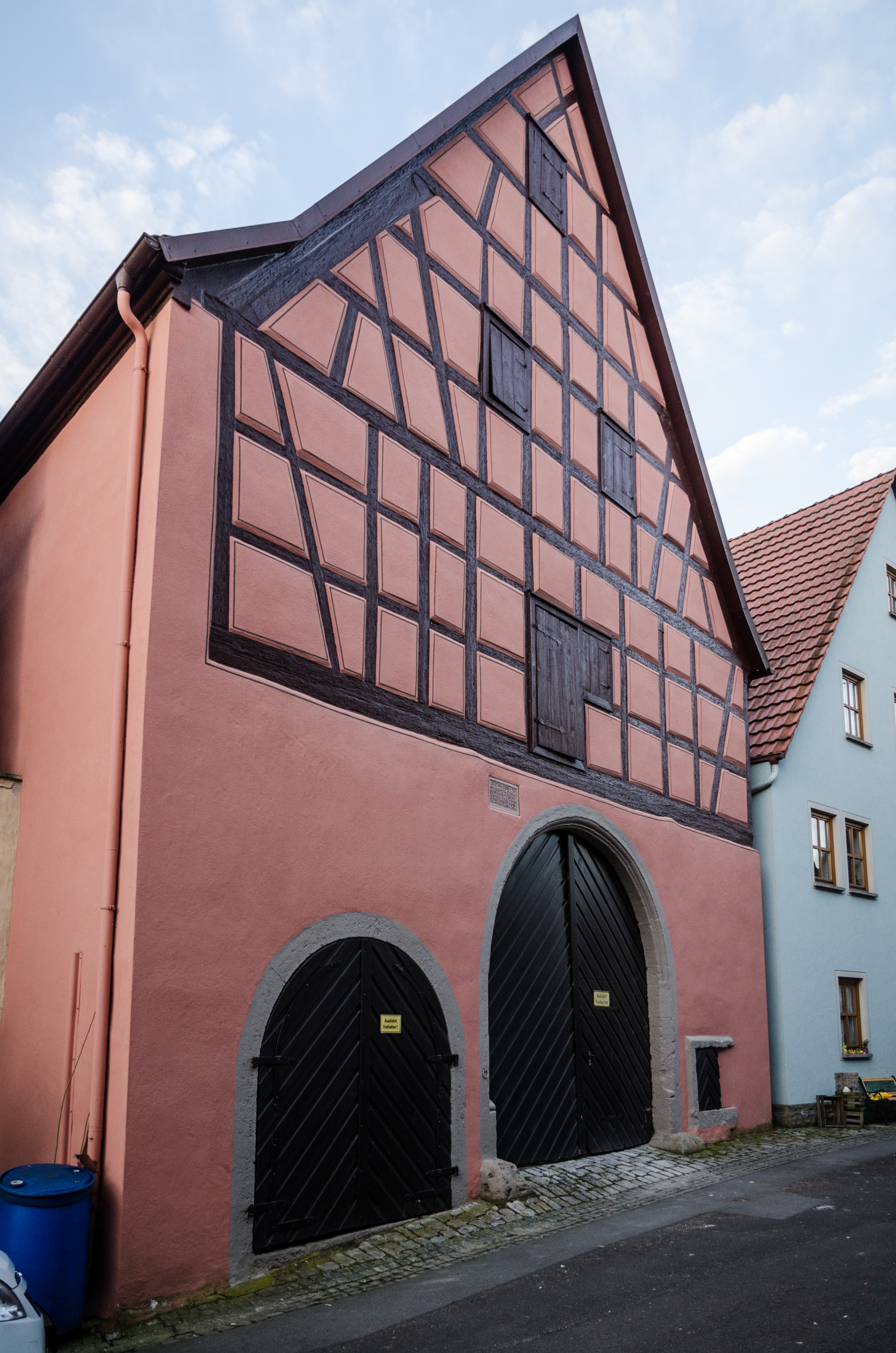
Ehemalige Zehntscheune in Frickenhausen am Main

Die Zehntscheune in Frickenhausen am Main, einer Marktgemeinde im unterfränkischen Landkreis Würzburg in Bayern, wurde 1650 vom Domkapitel des Hochstifts Würzburg zur Lagerung des Zehnts errichtet. Die ehemalige Zehntscheune an der Spitalgasse 5 ist ein geschütztes Baudenkmal. 
Der zweigeschossige Satteldachbau hat ein schmuckloses Fachwerkobergeschoss und zwei rundbogige Tore mit Hausteinrahmungen. Die rechteckige Inschriftentafel über der rechten Toreinfahrt stammt aus der Erbauungszeit. 
Das Gebäude wurde in den letzten Jahren umfassend renoviert.